# Colin Gregg
Colin Gregg (nascut el 10 de gener de 1947) és un director de cinema i de televisió, editor i director de fotografia britànic. El seu treball inclou les pel·lícules To the Lighthouse (1983), Lamb (1985), i We Think the World of You (1988). També ha dirigit episodis de sèries de televisió com Kavanagh QC i Inspector Morse, ambdues protagonitzades per John Thaw, i la de la BBC Screen Two. A més, Gregg ha dirigit anuncis, inclòs el anunci premiat de la beguda britànica Blackcurrant Tango.

## Carrera
La primera pel·lícula de Gregg va ser el documental de 1969 Once upon a Time ... . El 1977 va ser el director de fotografia d'una sèrie titulada Those We Love to Hate produïda pel Servei de Televisió Educativa del Comtat de Devon per a l'Oficina d'Educació del Paignton Zoo, inclòs Those We Love to Hate: Bats.
El 1982 la pel·lícula de Gregg Remembrance va suposar el debut cinematogràfic de Gary Oldman. L'any següent, Gregg va dirigir l'adaptació de la BBC el 1983 de To the Lighthouse de Virginia Woolf, amb un repartiment que incloïa Rosemary Harris, Michael Gough, Kenneth Branagh i Suzanne Bertish. En revisar la pel·lícula a The New York Times, John J. O'Connor va començar assenyalant: "Poques obres de literatura semblarien prestar-se menys fàcilment a la dramatització que To the Lighthouse de Virginia Woolf, "Però la BBC i Colin Gregg Ltd. han fet l'esforç i el resultat és molt especial"; tot i que, va afegir, "cal advertir als puristes que s'han fet canvis". Va concloure escrivint: "La direcció de Colin Gregg es basa de manera oberta i gratificant en la manera fresca de distanciament d'Ingmar Bergman per mantenir-se fidel al to i l'estat d'ànim de la senyora Woolf. Amb Alan Shallcross com a productor, l'admirable dedicació de tots els interessats és evident a tot arreu." To the Lighthouse va ser nominada al Premis BAFTA en la categoria de millor senzill dramàtic el 1984.
Gregg va dirigir la pel·lícula dramàtica britànica Lamb el 1985; fou protagonitzada per Liam Neeson, Hugh O'Conor (en la seva primera aparició al cinema) i Ian Bannen. La pel·lícula es va basar en la novel·la de Bernard MacLaverty, qui també va escriure el guió, i va guanyar el Premi del Jurat Ecumènic al Festival Internacional de Cinema de Locarno de 1986. El 1988, Gregg va tornar a treballar amb Gary Oldman a We Think the World of You, que també va protagonitzar Alan Bates. Va ser una adaptació de la novel·la homònima de J.R. Ackerley.
Va dirigir els dos primers episodis de Kavanagh QC, "Nothing but the Truth" i "Heartland", el 1995, així com l'episodi "A Sense of Loss" en la següent temporada.
L'anunci de televisió de 1996 St George per la beguda britànica Blackcurrant Tango, dirigit per Gregg, va guanyar nombrosos premis, inclosos el Lleó d'Or de Canes i un Llapis de Plata del D&AD, i el 2008 va ser votat número 2 en els anuncis de televisió més divertits de tots els temps en una enquesta en línia organitzada per la publicació de la indústria de la publicitat Campaign. També va guanyar el gran premi als London International Advertising Awards de 1997, però també va ser un dels 10 millors anuncis que es van denunciar a la Independent Television Commission el 1996, criticat com a "insultant i xenòfob".